# Carlos Taibo
Carlos Taibo Arias (Madrid, 12 de maio de 1956) é um escritor, editor e professor aposentado de Ciência Política e Administração da Universidade Autónoma de Madrid.

## Biografia e pensamento
Carlos Taibo é um militante do anarquismo e do movimento antiglobalização, é defensor do decrecimento, da democracia direta e da autogestão. É um duro crítico do crescimento econômico, desvinculando-o do progresso e bem estar social.

## Obras
Carlos Taibo é membro do conselho editorial do Sin Permiso desde sua fundação em 2006 e tem publicado artigos em meios como o diário Público. É autor de mais de trinta livros em espanhol e em galego, em sua maioria relativos às transições contemporâneas na Europa Central e Leste, assim como temas geopolíticos de interesse geral.

### Transições na Europa contemporânea
- La Unión Soviética de Mijaíl Gorbachov. Fundamentos, Madrid, 1989.
- Las fuerzas armadas en la crisis del sistema soviético. Los Libros de la Catarata, Madrid, 1993.
- Crisis y cambio en la Europa del Este. Alianza, Madrid, 1995.
- La Rusia de Borís Yeltsin. Síntesis, Madrid, 1995.
- La transición política en la Europa del Este. Centro de Estudios Constitucionales, Madrid, 1996. En colaboración con Carmen González.
- Las transiciones en la Europa central y oriental. Los Libros de la Catarata, Madrid, 1998.
- La Unión Soviética. El espacio ruso-soviético en el siglo XX. Síntesis, Madrid, 1999.
- Para entender el Guerra de Kosovo. Los Libros de la Catarata, Madrid, 1999.
- La explosión soviética. Espasa, Madrid, 2000.
- [[Disolución de Yugoslavia. Los Libros de la Catarata, Madrid, 2000.
- A desintegración de Iugoslavia. Xerais, Vigo, 2001.
- Guerra en Kosova. Un estudio sobre la ingeniería del odio. Los Libros de la Catarata, Madrid, 2001.
- El Conflicto ruso-checheno]. Los Libros de la Catarata, Madrid, 2005.
- Rusia en la era de Vladímir Putin. Los Libros de la Catarata, Madrid, 2006.
- Parecia Não Pisar o Chão. Treze Ensaios Sobre as Vidas de Fernando Pessoa. A través, Santiago de Compostela, 2010.

### Geopolítica
- Hablando de Izquierda Unida (España) . Editorial Fundamentos, Madrid, 1997.
- Cien preguntas sobre el nuevo desorden. Suma de letras, Madrid, 2002.
- Guerra entre barbaries. Suma de letras, Madrid, 2002.
- Washington contra el mundo. Foca, Madrid, 2003. Colaborador.
- ¿Hacia dónde nos lleva Estados Unidos? Ediciones B, Barcelona, 2004.
- No es lo que nos cuentan. Una crítica de la Unión Europea realmente existente. Ediciones B, Barcelona, 2004.
- La Constitución destituyente de Europa. Razones para otro debate constitucional. Los Libros de la Catarata, Madrid, 2005.
- Movimientos de resistencia frente a la globalización capitalista. Ediciones B, Barcelona, 2005.
- Crítica de la Unión Europea. Argumentos para la izquierda que resiste. Los Libros de la Catarata, Madrid, 2006.
- Rapiña global. Suma de letras, Madrid, 2006.
- Sobre política, mercado y convivencia. Catarata, Madrid, 2006. En colaboración con José Luis Sampedro.
- Movimiento antiglobalización. ¿Qué son? ¿Qué quieren? ¿Qué hacen? Los Libros de la Catarata, Madrid, 2007.
- Nacionalismo español. Esencias, memoria e instituciones. Los Libros de la Catarata, Madrid, 2007. Coordinador.
- Voces contra la globalización. Crítica, Barcelona, 2008. En colaboración con Carlos Estévez.
- 150 preguntas sobre el nuevo desorden. Los Libros de la Catarata, Madrid, 2008.
- Neoliberalismo, Neoconservadurismo, aznarianos. Ensayos sobre el pensamiento de la derecha lenguaraz. Los Libros de la Catarata, Madrid, 2008.
- Fendas Abertas. Seis ensaios sobre a cuestión nacional. Xerais, Vigo, 2008.
- En defensa del decrecimento. Los Libros de la Catarata, Madrid, 2009.
- Su crisis y la nuestra. Un panfleto sobre decrecimiento, tragedias y farsas. Los Libros de la Catarata, Madrid, 2010.
- Historia de la Unión Soviética (1917-1991). Alianza Editoriall, Madrid, 2010.
- Contra los tertulianos. Los Libros de la Catarata, Madrid, 2010.
- El decrecimiento explicado con sencillez. Los Libros de la Catarata, Madrid, 2011. Con ilustraciones de Pepe Medina.
- Nada será como antes. Sobre el movimiento 15-M. Los Libros de la Catarata, Madrid, 2011.
- El 15-M en sesenta preguntas. Los Libros de la Catarata, Madrid, 2011.
- España, un gran país. Transición, milagro y quiebra. Los Libros de la Catarata, Madrid, 2012.
- En defensa de la consulta soberanista en Cataluña. Los Libros de la Catarata, Madrid, 2014.
- Diccionario de neolengua. Sobre el uso políticamente manipulador del lenguaje. Los Libros de la Catarata, Madrid, 2015. Con Enrique Flores.
- Colapso: capitalismo terminal, transición ecosocial, ecofascismo. 2016
- España vaciada: despoblación, decrecimiento, colapso. 2021